# Åter (musikalbum)
Åter är ett musikalbum från 2001 med Gunnel Mauritzson Band. Här finns bland annat tonsatta dikter av de klassiska svenska författarna Verner von Heidenstam, Carl Snoilsky och Oscar Levertin.

## Låtlista
Låtarna är skrivna av Gunnel Mauritzson om inget annat anges.
1. Solhalling – 6:42
2. Ditt ansikte – 6:01
3. Hemmet (Gunnel Mauritzson/Verner von Heidenstam) – 3:07
4. Svart fjäril (trad/Oscar Levertin) – 5:14
5. Sorgfågel – 3:52
6. Jag flyr till dig (trad) – 6:00
7. Två klots hastighet – 7:23
8. Tänkar du i världen (trad) – 4:18
9. Vita blomma (trad/Carl Snoilsky) – 6:03
10. Noras hemlighet – 3:47
11. Åter (Åke Mauritzson/Oscar Levertin) – 6:15

## Medverkande
- Gunnel Mauritzson – sång
- Anders Hagberg – flöjter, sopransax
- Hans Kennemark – fiol, altfiol
- Roger Tallroth – gitarrer, bouzouki
- Rickard Åström – piano, keyboard